# Gorō Miyazaki

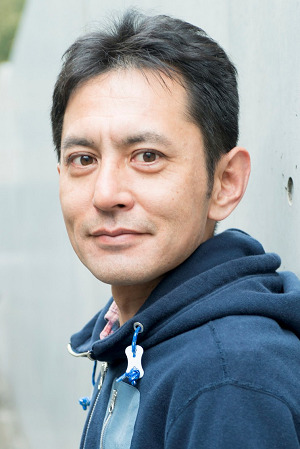
Gorō Miyazaki (2017)

Gorō Miyazaki (jap. 宮崎 吾朗, Miyazaki Gorō; * 21. Januar 1967 in Tokio) ist, wie auch sein Vater Hayao Miyazaki, ein japanischer Anime-Regisseur.

## Karriere
Ursprünglich weigerte Gorō Miyazaki sich, seinem Vaters ins Animationsgeschäft zu folgen, und beschloss stattdessen, sich im Landschaftsbau zu verwirklichen. Erst nachdem es Produzent Toshio Suzuki gelang, ihn zu Arbeiten am Ghibli-Museum zu überreden, begann eine Zusammenarbeit mit dem Studio Ghibli.
Als die Planung zur Anime-Verfilmung von Ursula K. Le Guins Erdsee  begann, wurde ihm angeboten, die Storyboards für den Film zu zeichnen. Nach gesehener Arbeit entschied Suzuki, dass Gorō auch die Regie bei dem Film führen sollte.
Dieser Entschluss führte zu einer persönlichen Krise zwischen Gorō und seinem Vater. Hayao Miyazaki war ausdrücklich gegen die Besetzung seines Sohnes als Regisseur, da dieser seiner Meinung nach nicht die nötige Erfahrung habe, einen ganzen Film zu drehen. Die Fronten verhärteten sich, und beide sprachen während der gesamten Produktion nicht mehr miteinander. Trotz dieser angespannten Situation entschloss sich Gorō Miyazaki das Projekt zu Ende zu führen.
Am 28. Juni 2006 führte Gorō zum ersten Mal den fertiggestellten Film Die Chroniken von Erdsee in einer Preview vor. Überraschenderweise erschien auch Hayao zu dieser Vorführung und nahm das Werk seines Sohnes positiv auf. Später wurde eine Nachricht von Hayao an Gorō gesendet, in der es hieß: „Er wurde ehrlich gedreht, deshalb war er gut.“
Auf den 63. Filmfestspielen von Venedig wurde der Film in der Kategorie Out of Competition ausgewählt. Obwohl er sich für fünf Wochen auf Platz 1 der japanischen Kinocharts halten konnte, erhielt Miyazaki Ende 2006 Japan’s Bunshun Raspberry Award für den „schlechtesten Regisseur“, sein Film bekam ebenfalls den Award als „schlechtester Film“. 2007 wiederum wurde Die Chroniken von Erdsee für den Japan Academy Award in der Kategorie „Bester Animationsfilm“ nominiert.
Sein nächster Film Der Mohnblumenberg, eine Adaption des Shōjo-Manga Kokurikozaka kara von Chizuru Takahashi und Tetsurō Sayama aus dem Jahr 1980, lief im Sommer 2011 in den japanischen Kinos an. Der Film wurde beim Tokyo Anime Awards 2012 als Animation des Jahres und als bester einheimischer Film ausgezeichnet.
Der Ende 2020 im japanischen Fernsehen ausgestrahlte Film Aya und die Hexe ist der dritte des Studios, bei dem er Regie führte, und gleichzeitig der erste 3D CG Film desselben. Die Kritiken dazu fielen gemischt bis negativ aus, gerade im Vergleich zu vorherigen Werken von Ghibli.

## Filmografie

### Regisseur
- 2006: Die Chroniken von Erdsee (Gedo Senki)
- 2011: Der Mohnblumenberg (Kokurikozaka kara)
- 2014: Ronja Räubertochter (Sanzoku no Musume Rōnya; Animationsserie, 26 Folgen)
- 2021: Aya und die Hexe (Āya to Majo)